# Анохино (Вологодская область)
Анохино — деревня в Грязовецком районе Вологодской области на реке Бакланка.
Входит в состав Сидоровского муниципального образования (с 1 января 2006 года по 9 апреля 2009 года входила в Лежское муниципальное образование), с точки зрения административно-территориального деления — центр Анохинского сельсовета.
Расстояние до районного центра Грязовца по автодороге — 36 км, до центра муниципального образования Сидорово по прямой — 12 км. Ближайшие населённые пункты — Герасимово, Паново, Бакланка, Хлебниково.
По переписи 2002 года население — 334 человека (155 мужчин, 179 женщин). Всё население — русские.